# 田中明仁
田中 明仁（たなか あきひと、1975年6月30日 - ）は、日本の男性シンガーソングライター、作詞家、作曲家、編曲家、音楽プロデューサー、音楽ディレクター。長野県松本市出身。ザ・ベイビースターズのメンバー。ソニー・ミュージックパブリッシング所属。

## 提供楽曲
- NMB48
  - HA!（作曲）
  - Let it snow!（作曲）
  - ジャンジャン（作曲・編曲）
- NGT48
  - 私のために（作曲）
- 加藤和樹
  - 東京ダイアモンド（作詞・作曲）
  - Vampire（作曲）
  - ユメヒコウキ（作詞・作曲）
  - そばにいて（作詞・作曲）
  - Faith（作詞・作曲）
  - Venom（作曲）
  - HOME（作詞・作曲）
  - Why（作曲）
  - snowdrop（作詞・作曲）
- ココア男。
  - 青春応歌（作曲）
- 寿美菜子
  - STRIDE（作詞・作曲）
  - HAPPY HAPPY LIFE（作詞・作曲）
- CONNECT
  - SPACE ROMANCER〜2013年夢中の旅〜（作曲）
- 佐々木喜英
  - BUTTERFLY（作詞・作曲・編曲）
  - SHINE（作詞）
- Thinking Dogs
  - 愛は奇跡じゃない（作曲）
- チナッチャブル
  - ハルハラリ（共作詞・作曲）
- 2PM
  - Take off（共作曲）
- ノースリーブス
  - バスストップ（作曲）
- 乃木坂46
  - 吐息のメソッド（作曲）
- 古川雄大
  - 燃えよ太陽（作詞・作曲）